# Véronique Gouverneur
Véronique Gouverneur, née le 8 novembre 1964 à Geel est une professeure belge de chimie à l'Université d'Oxford, membre de l’académie européenne des sciences. Ses recherches portant sur la chimie du fluor et son application en biologie ont été récompensées par de nombreux prix professionnels et universitaires.

## Prix et distinctions
- 2005 : prix AstraZeneca pour la recherche en chimie organique
- 2008 : prix Bader de la Royal Society of Chemistry , « pour ses importantes contributions à la chimie synthétique des organofluorés ».
- 2015 : prix de l'American Chemical Society pour son travail créatif en chimie du fluor « pour sa contribution à la fluoration de stade avancé et pour avoir revigoré de manière créative le domaine de la radiochimie du pour des applications en tomographie par émission de positons[3] ».